# Mexicali (város)
Mexicali Mexikó Alsó-Kalifornia államának fővárosa és második legnagyobb városa Tijuana után. Lakossága 2010-ben kb. 690 000 fő volt. A város neve mesterségesen alkotott vegyülékszó: a México és a California szavakból alkotta meg 1902-ben Agustín Sanginés. Ugyanezekből a szavakból rakták össze az USA területén fekvő, Mexicalival egybeépült Calexico nevét is.

## Földrajz

### Fekvése

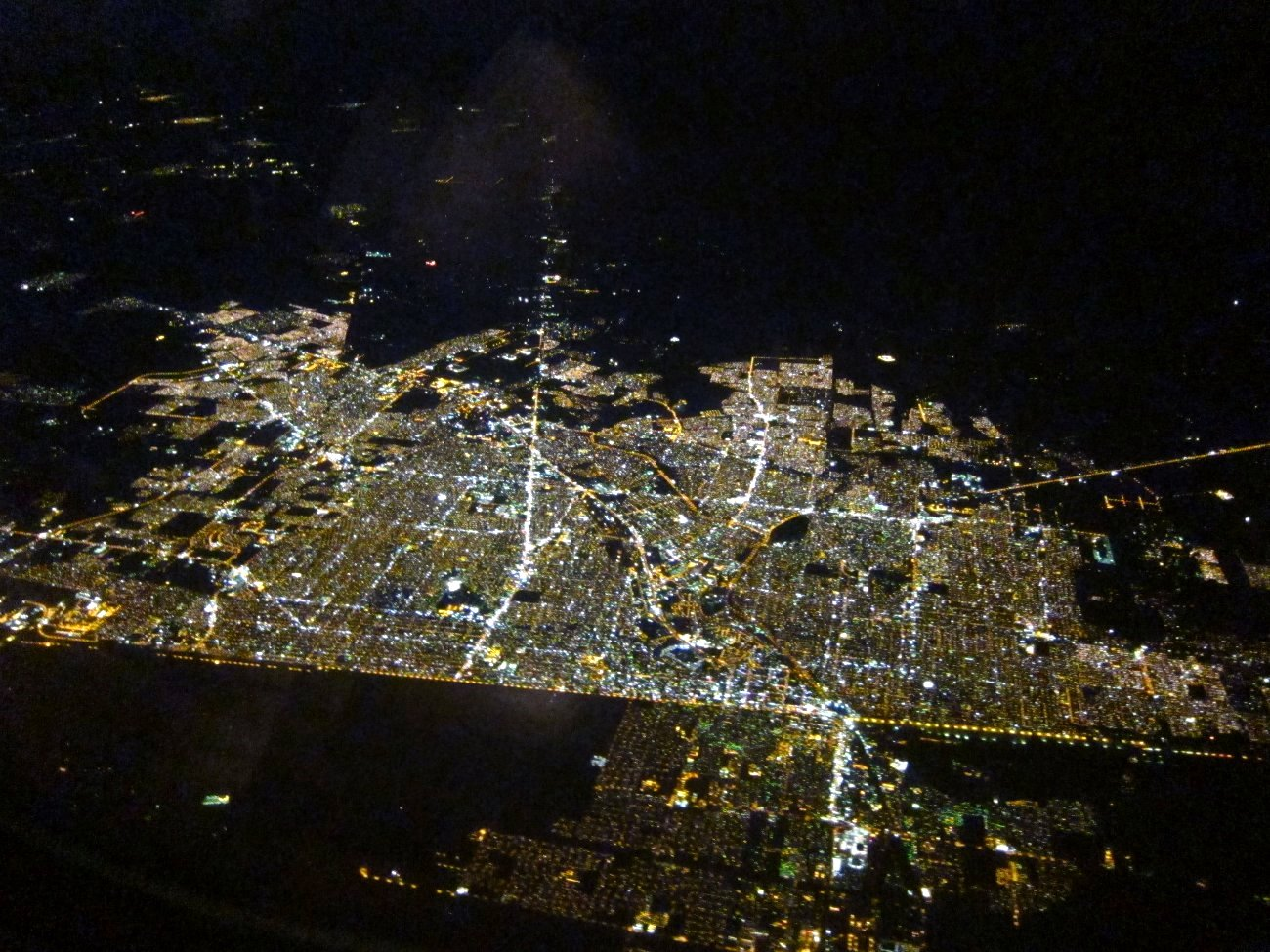
Éjszakai látkép, északról nézve

A város Mexikó második legészakabbi városa (csak Vicente Guerrero fekszik északabbra). Északon egy nyílegyenes határvonal választja el az USA-beli Kalifornia államtól, azon belül is Calexico városától. A település egy széles völgyben, sík területen fekszik, éppen a tenger szintjével egy magasságban vagy annál néhány méterrel magasabban. A környező sivatagos területet öntözéssel varázsolták termékennyé.

### Éghajlat
Mexicali éghajlata sivatagi: szélsőségesen száraz és igen forró. Az éves átlaghőmérséklet 23,1 °C, de még a leghidegebb hónapban, decemberben is 13,0 °C az átlag. Áprilistól októberig minden hónapban mértek már 40 °C feletti hőmérsékletet, az abszolút rekord 49,4 °C volt. A téli hónapokban azonban fagyok is előfordulnak. Az éves csapadékmennyiség mindössze átlagosan 84 mm.
| Hónap                                   | Jan. | Feb. | Már. | Ápr. | Máj. | Jún. | Júl. | Aug. | Szep. | Okt. | Nov. | Dec. | Év   |
| --------------------------------------- | ---- | ---- | ---- | ---- | ---- | ---- | ---- | ---- | ----- | ---- | ---- | ---- | ---- |
| Rekord max. hőmérséklet (°C)            | 31,5 | 33,8 | 37,0 | 41,0 | 47,0 | 49,1 | 49,3 | 49,4 | 47,0  | 44,0 | 39,8 | 29,8 | 49,4 |
| Átlagos max. hőmérséklet (°C)           | 20,3 | 23,1 | 25,8 | 29,7 | 34,7 | 40,1 | 42,2 | 41,4 | 38,2  | 32,0 | 24,9 | 20,3 | 31,1 |
| Átlaghőmérséklet (°C)                   | 13,1 | 15,5 | 18,1 | 21,4 | 25,8 | 30,7 | 33,9 | 33,5 | 30,3  | 24,1 | 17,2 | 13,0 | 23,1 |
| Átlagos min. hőmérséklet (°C)           | 6,0  | 8,0  | 10,3 | 13,1 | 16,8 | 21,2 | 25,6 | 25,6 | 22,4  | 16,3 | 9,6  | 5,8  | 15,1 |
| Rekord min. hőmérséklet (°C)            | −5,9 | −3,5 | −0,6 | 0,0  | 7,0  | 9,1  | 13,5 | 14,5 | 8,0   | 0,3  | −1,5 | −8,0 | −8,0 |
| Átl. csapadékmennyiség (mm)             | 11   | 8    | 8    | 2    | 1    | 0    | 5    | 12   | 10    | 9    | 4    | 13   | 84   |
| Forrás: Servicio Meteorológico Nacional |      |      |      |      |      |      |      |      |       |      |      |      |      |

## Népesség
A város népessége igen gyorsan nő:
| Év   | Lakosság |
| ---- | -------- |
| 1990 | 438 377  |
| 1995 | 505 016  |
| 2000 | 549 873  |
| 2005 | 653 046  |
| 2010 | 689 775  |

## Közlekedés
A város a nagy forgalmú 2-es főút mentén fekszik, mely Tijuanát köti össze az Atlanti-óceán partján fekvő tamaulipasi Matamorossal. Az USA irányába három átkelő működik gyalogosok és személygépkocsik számára és egy a teherforgalomnak (itt kb. naponta 4000 konténer a forgalom). Mexicali az ország vasúti forgalmába is bekapcsolódott, területén 131 km sín húzódik.
Repülőtere a General Rodolfo Sánchez Taboada nemzetközi repülőtér, mely mintegy 20 km-rel keletre található a várostól, de használják a USA területén 15 km-re levő Imperial Valley repülőteret is, valamint a távolabbi tijuanai, San Diegó-i és Los Angeles-i nemzetközi reptereket is. A legközelebbi kikötő Ensenada városában található.

## Gazdaság
Mexicali gazdasági szempontból kedvező környezetben fekszik, ezért rengeteg külföldi, főként USA-beli befektető telepíti ide vállalkozását, a városban sok maquiladora is működik. Ösztönző erőként hat a kormányzat által biztosított adókedvezmény, a fejlett infrastruktúra és a szakképzett munkaerő (a városban 21 egyetem és 48 szakiskola működik). A sivatagi körülmények ellenére a Colorado folyó vizére alapuló vízművek a lakosság 95%-át és az ipart is ellátják (évi csaknem 2 millió m³ vízzel), az elérhető elektromos energia mennyisége pedig 2285 MW. Itt működik a Föld második legnagyobb geotermikus erőműve, mely 720 MW-os teljesítményű, valamint egy gázüzemű 1065 MW-os és egy kisebb, 400 MW-os is, melyek az előállított áram nagy részét exportálják.

## Története
A terület, ahol ma Mexicali fekszik, 1888 előtt lakatlan volt, ebben az évben viszont a szövetségi kormány Guillermo Andrade rendelkezésére bocsátotta a környék földjeit, hogy megindítsa az Amerikai Egyesült Államokkal szomszédos vidékek benépesítését. A völgyben, ahol a város áll, 1898 és 1900 között kezdték kiépíteni a Colorado folyó vizét öntözés számára elvezető csatornarendszert, és ekkortól kezdett felvirágozni a környéken a mezőgazdaság.
A lassan kialakuló település nevét 1902-ben alkotta meg Agustín Sanginés a México és a California szavakból, de a város hivatalos alapítási dátuma csak egy évvel későbbi: 1903. március 14-én nevezték ki Manuel Vizcarrát segédbíróvá, ezt a napot tekintik az alapítás napjának. Ez idő tájt a település még Ensenada községhez tartozott. 1914. november 4-én szervezték meg az önálló Mexicali községet, és ekkor hívták össze az első választásokat is az önkormányzat tisztviselőinek megválasztására. Ez az önkormányzat 1915. január 1-jén kezdte meg működését, de 1923. január 2-án a községet visszaminősítették delegaciónná.
A Colorado Riverland Company a tulajdonában álló földeket külföldieknek, főként kínaiaknak, japánoknak és hinduknak adta ki, míg a mexikóiakra csak mint egyszerű idénymunkásokra tekintettek. A lakosság ezen az igazságtalanságon 1937. január 27-én fellázadt, ez volt az úgynevezett Asalto a las Tierras.
1954. március 1-jén új korszak kezdődött a város életében: azután, hogy Alsó-Kaliforniát önálló állammá szervezték, újra megalakulhatott Mexicaliban is a községi önkormányzat. Ettől kezdve folyamatosan gyarapodik a város.

## Turizmus, látnivalók
A város nem kimondott turisztikai célpont. Mivel 20. századi alapítású település, régi műemlékei sincsenek. A század első feléből származik a La Colorada River Co. épülete (1924), az Alsó-Kaliforniai Egyetem rektori hivatala, a régi kormányzati palota (1922), a metodista templom (1920), a Cuauhtémoc iskola, mely az első vasbeton épületek egyike volt (1915), a régi községi palota (1924), a Leona Vicario iskola (1924) és a Delegación Municipal Progreso épülete (1925).

### Múzeumok

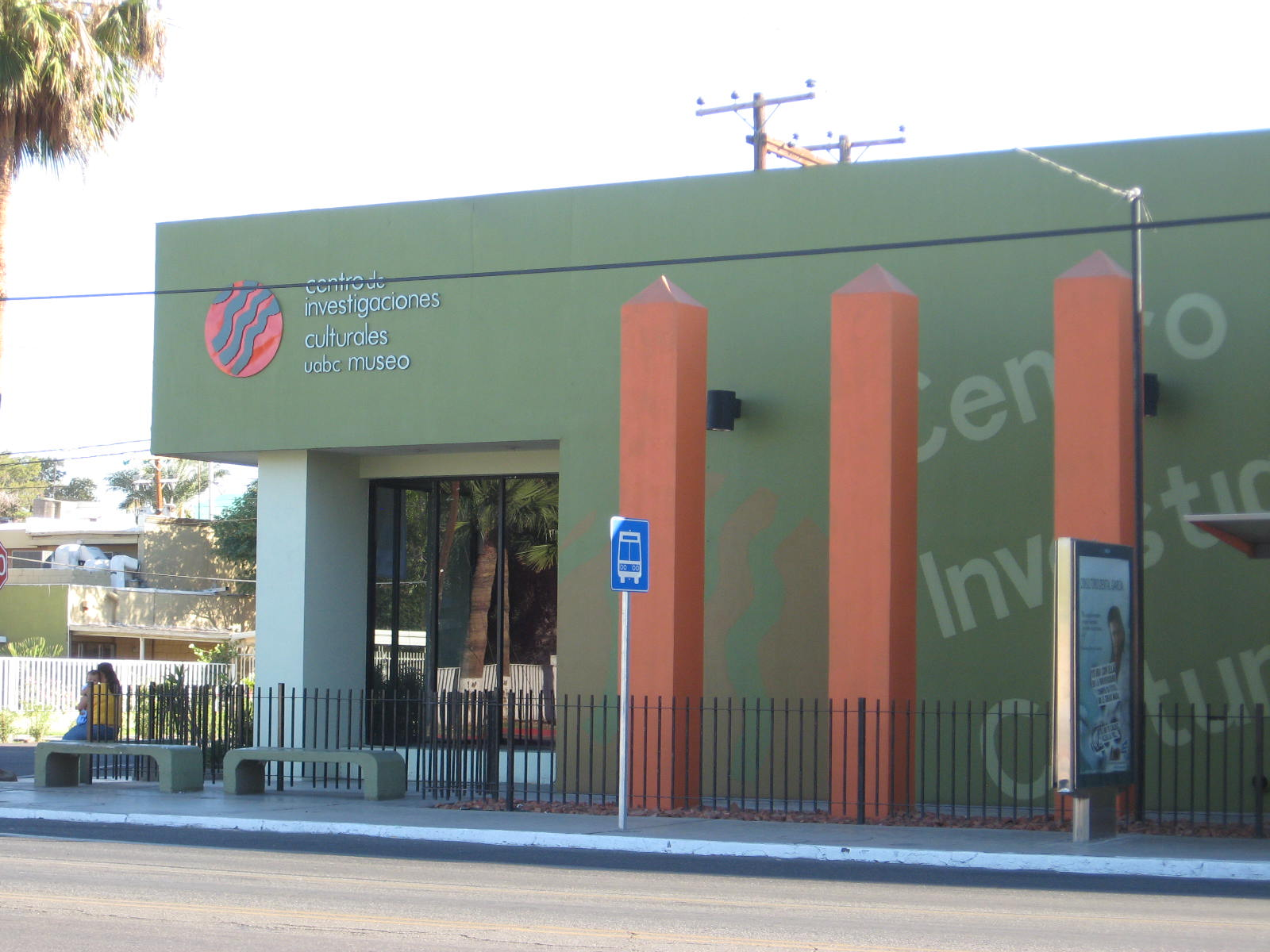
Az Instituto de Investigaciones Culturales Museo

A város egyik legismertebb múzeuma a Sol del Niño: ez egy interaktív bemutatóhely, mely főként gyerekeknek szól, de az idősebbek is találhatnak maguknak érdekességeket. A különböző termekben a tudomány világába nyerhetnek bepillantást a látogatók, többek között modelleket építhetnek, óriás buborékokba bújhatnak, kipróbálhatják a szabadesést és 3D-s moziba ülhetnek be.
Az Instituto de Investigaciones Culturales Museo, mely az Alsó-Kaliforniai Egyetemhez tartozik, két teremmel rendelkezik, az egyikben időszakos kiállítások vannak vegyes témában, a másikban a terület történelmével foglalkoznak, többek között a cucapá indiánok emlékeivel.

## Sport
A város legsikeresebb sportegyesülete a Soles de Mexicali kosárlabdacsapat, mely 2006-ban és 2015-ben is megnyerte az LNBP-t, az első osztályú mexikói bajnokságot is. A Bomberos de Mexicali a CIBACOPA regionális bajnokságban szerepel.
A baseballt is több együttes képviseli a városban: az Águilas de Mexicali és az Azules del Valle de Mexicali. Egyik sem a legmagasabb osztályban játszik.